# Anton Wilhelm Karl von L’Estocq
Anton Wilhelm Karl von L'Estocq (2 tháng 11 năm 1823 tại Neustrelitz – 18 tháng 8 năm 1913 tại Gut Matzdorf) là một sĩ quan quân đội Phổ, đã làm tới cấp Trung tướng. Ông đã gặt hái thành công trong cuộc Chiến tranh Pháp-Đức (1870 – 1871) và được tặng thưởng Huân chương Quân công – huân chương cao quý nhất của Vương quốc Phổ.
Anton Wilhelm Karl von L'Estocq xuất thân trong một gia đình Huguenot đã lánh nạn khỏi Pháp, và đã phục vụ rất tích cực trong lực lượng quân đội Phổ. Ông học trường thiếu sinh quân tại kinh đô Berlin và vào ngày 12 tháng 8 năm 1841, ông gia nhập Trung đoàn Bộ binh Cận vệ số 1 của Phổ với quân hàm Thiếu úy. Khi cuộc Chiến tranh Pháp-Đức (1870 – 1871) bùng nổ, ông được giao quyền chỉ huy Trung đoàn Phóng lựu Cận vệ "Vua Friedrich Wilhelm III" (Brandenburg số 1) số 8 và tham gia chiến đấu trong các trận đánh tại Spicheren, Gravelotte vào giai đoạn đầu của cuộc chiến, trong các trận chiến Beaune-la-Rolande, Orléans và Le Mans vào giai đoạn sau của cuộc chiến, cũng như trong cuộc vây hãm Metz. Vào ngày 18 tháng 1 năm 1871, ông được lên quân hàm Đại tá, và do những chiến tích của mình trong cuộc chiến tranh, ông đã được tặng thưởng Huân chương Quân công. Vào tháng 3 năm 1871, ông được thừa nhận làm Tư lệnh của trung đoàn mình.
Sau khi chiến tranh kết thúc, L'Estocq là Tư lệnh của Trung đoàn Bộ binh Cận vệ số 1 từ ngày 12 tháng 12 năm 1874 cho đến ngày 28 tháng 10 năm 1875. Sau đó, ông được phong danh hiệu à la suite của trung đoàn, được bổ nhiệm làm Tư lệnh của Lữ đoàn Bộ binh Cận vệ số 1 và đồng thời lãnh nhiệm vụ trấn thủ thành phố Potsdam. Vào ngày 12 tháng 3 năm 1878, ông về hưu. Vào ngày 16 tháng 8 năm 1885, ông được phong quân hàm danh dự (Charakter) Trung tướng và vào ngày 6 tháng 6 năm 1908, để tưởng thưởng sự phục vụ lâu dài của ông trong quân ngũ, ông được trao tặng Huân chương Đại bàng Đỏ hạng nhất với chiếc Vương miện.
Vào ngày 17 tháng 6 năm 1854, L'Estocq kết hôn với Fanny Marie Freiin von Magnus (1833 – 1902), con gái của chủ ngân hàng Martin von Magnus. Cuộc hôn nhân đã mang lại cho họ năm người con. Trong số đó, người con trai trưởng của ông là Anton (sinh ngày 28 tháng 4 năm 1858 tại Potsdam), đã gia nhập Trung đoàn Bộ binh Cận vệ số 1.